# Fotogenmotor

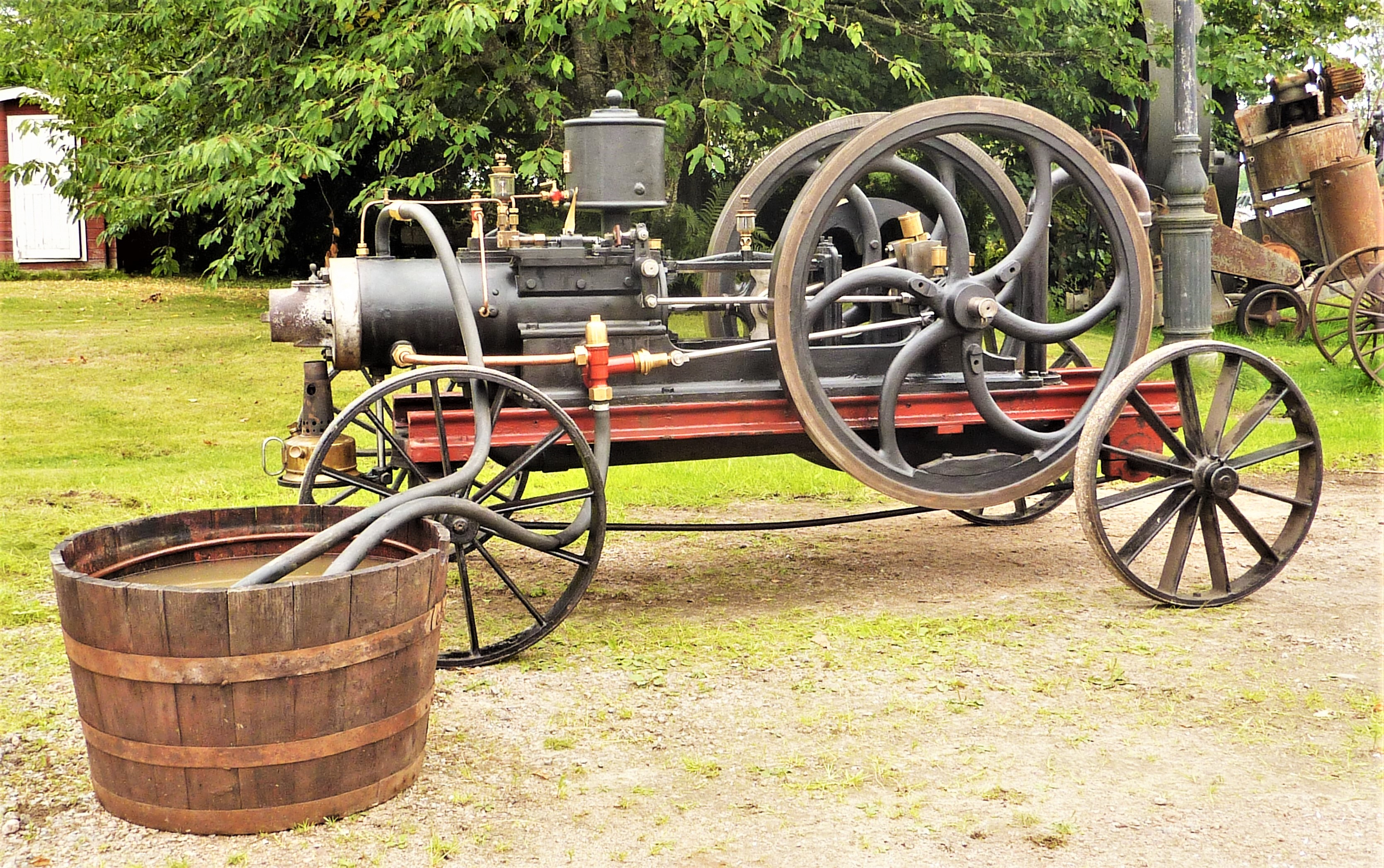
Fotogenmotor med Tändkula från Beijers 1904. Vid RUBENS i Götene

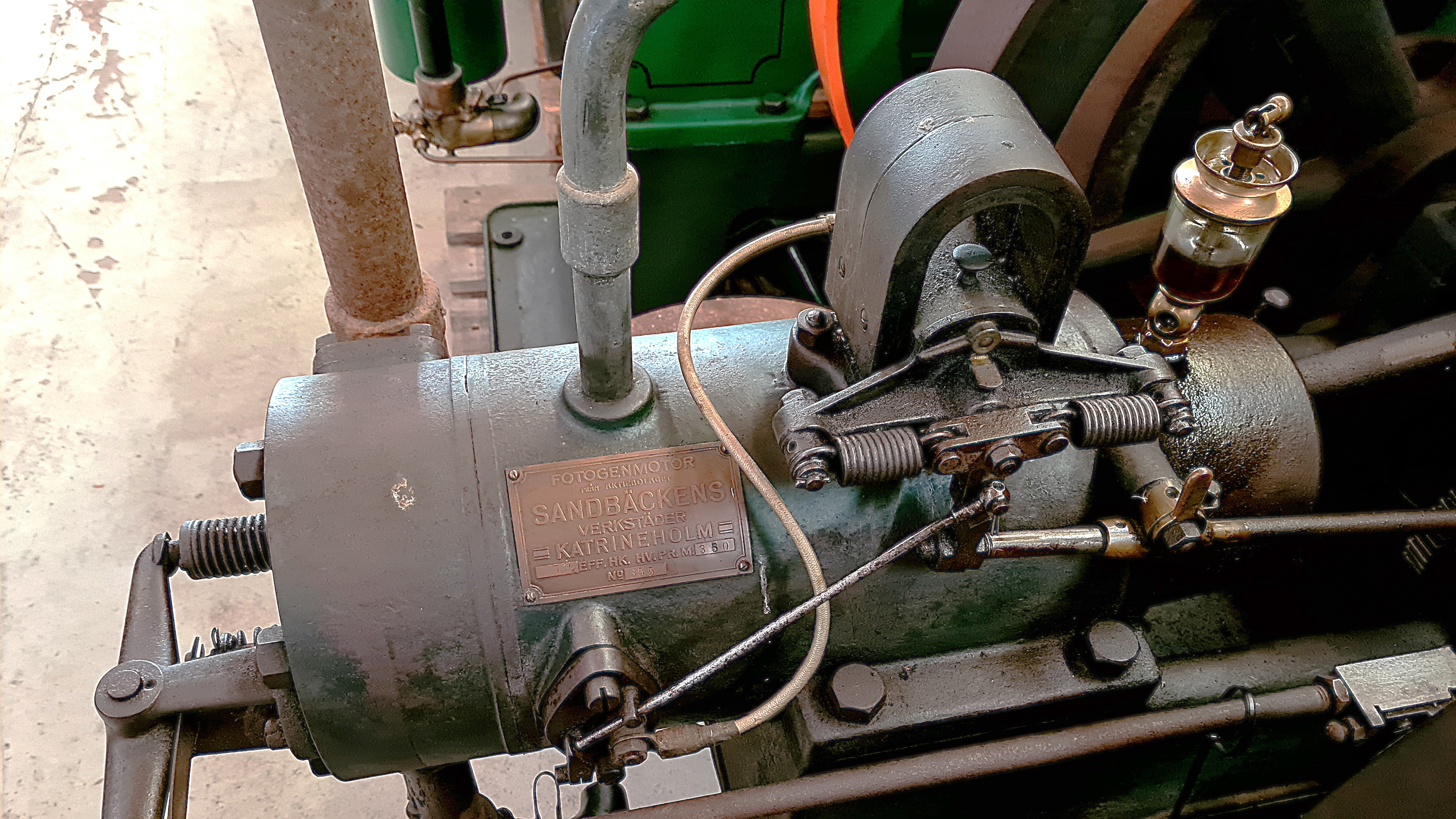
Fotogenmotor med elektrisk tändning, magnettändning. Sandbäckenmotor vid Rubens i Götene

En fotogenmotor är en motor som drivs med fotogen. Beroende på sammanhanget kan en sådan motor vara av olika typ. I marina sammanhang är en fotogenmotor ofta synonymt med en tändkulemotor, men även fotogendrivna dieselmotorer har förekommit. Vissa marina bensinmotorer (alltså ottomotorer) har kunnat drivas med både bensin och fotogen. Ett mellanting mellan bensinmotorn och dieselmotorn var hesselmanmotorn, som ofta drevs med fotogen. 
Fotogenmotorn som har sitt namn efter det bränsle motorn använder sig av kan använda sig av olika tändningssystem. Benämningar som anger tändningssystemet av bränslet är därför sekundärt, (tändkulemotor eller elektrisk tändning) Fotogen var för tändkulemotorer det allenarådande fram till ca 1910-12 när allt fler tillverkare började använda den billigare Råoljan för sina motorer. Därav Råoljemotor. 